# خلیج ماهونه (شهر)
خلیج ماهونه (شهر) (به انگلیسی: Mahone Bay (town)) یک شهرک در کانادا است که در لوننبورگ کانتی واقع شده‌است.

## خصوصیات
خلیج ماهونه ۳٫۱۳ کیلومترمربع مساحت و ۹۴۳ نفر جمعیت دارد.